# والینگفورد (سیاتل)
والینگفورد (به انگلیسی: Wallingford) یک منطقهٔ مسکونی در ایالات متحده آمریکا است که در سیاتل واقع شده‌است. محله‌ای در شمال مرکزی سیاتل است که بر روی تپه‌ای در بالای ساحل شمالی دریاچه یونیون در حدود چهار مایلی مرکز شهر قرار دارد. این محله در اوایل قرن بیستم پس از تأسیس دانشگاه واشینگتن در شرق به سرعت توسعه یافت. والینگفورد یک حومه تراموا کلاسیک با مسیرهای واگن برقی در این محله است که در اوایل سال ۱۹۰۷ دائر شد و خانه‌ها و سبک خانه‌های ییلاقی متعلق به دوران دهه ۱۹۲۰ است. والینگفورد (سیاتل) ۱۲٬۲۱۰ نفر جمعیت دارد.